# Ганьон, Люси
Люси Ганьон (фр. Lucie Gagnon; род.апрель 1963 года) — канадская конькобежка, специализирующаяся в шорт-треке и конькобежном спорте. Чемпионка мира по шорт-треку в эстафете. 

## Биография
Люси Ганьон в 16 лет вступала на чемпионате мира по шорт-треку в Квебеке, где выиграла золото в эстафете с партнёршами по команде Кэти Тернбулл, Брендой Уэбстер, Сильви Дэгль и Энн Жирар. В 1981 году она выступала в национальной команде по конькобежному спорту на чемпионате мира в спринтерском многоборье в Гренобле и заняла общее 29-е место из 31-го.. Позже выступила на юниорском мировом первенстве в классическом многоборье и также заняла 29-е место в общем зачёте. Также Люси выступала на различных соревнованиях, где также поднималась на подиумы. В 1982 году завершила выступления.